# Terminal Spirit Disease
Terminal Spirit Disease er det tredje album fra det svenske melodiske dødsmetalband At the Gates der blev udgivet i 1994 og genudgivet i 2003 med bonusnumre.

## Numre
1. "The Swarm" – 3:28
2. "Terminal Spirit Disease" – 3:38
3. "And the World Returned" – 3:06
4. "Forever Blind" – 3:58
5. "The Fevered Circle" – 4:11
6. "The Beautiful Wound" – 3:52
7. "All Life Ends" (Live) – 5:16
8. "The Burning Darkness" (Live) – 2:15
9. "Kingdom Gone" (Live) – 5:02

- Digipakken blev genudgivet i 2003 og inkluderede tre livenumre fra 1993 live-i-studiet perioden for MTV Europa:

1. "Windows"
2. "The Red In The Sky Is Ours/The Season to Come"
3. "The Burning Darkness"

## Musikere
- Tomas Lindberg – Vokal
- Anders Björler – Guitar
- Jonas Björler – Bas
- Adrian Erlandsson – Trommer
- Martin Larsson – Guitar

### Gæstemedlemmer
- Peter Andersson – Cello
- Ylva Wahlstedt – Violin